# Мухаммад ібн Сауд аль-Сауд
Мухаммад ібн Сауд аль-Сауд (араб. محمد بن سعود بن فيصل بن تركي آل سعود; д/н — 1888) — 9-й емір Неджду в 1876 і 1887 роках. Відомий також як Мухаммад II.

## Життєпис
Походив з династії Саудитів. Старший син еміра Сауда ібн Фейсала та Аль-Ануд (доньки Хатімі Аль-Манділь, шейха клану Аль-Амура з племені бану-халід). Народився в Ель-Хасі. Брав участь з батьком у боротьбі проти Абдуллаха ібн Фейсала.
Після с мерті батька у січні 1875 року спільно з братами Абдуллахом і Абдуррахманом став інтригувати проти стрийка Абдуррахмана ібн Фейсала, що став новим еміром. На початку 1876 року Мухаммед із братами захопили владу в Ер-Ріяді, скориставшись війною стрийок Абдуррахмана і Абдуллаха. Дізнавшись про це, Абдуррахман ібн Фейсал помирився з Абдуллахом ібн Фейсалом. У березні 1876 року Мухаммад ібн Сауд ззанав тяжкої поразки, внаслідок чого разом з братами втік з Ер-Ріяду.
Восени 1887 року, коли емірат Неджд розпався на частини, Мухаммед із братами знову захопив столицю і полонив Абдуллаха ібн Фейсала, але той встиг надіслати прохання по допомогу до шаммарського еміра Мухаммеда ібн Абдаллаха. Останній скористався нагодою захопити Ер-Ріяд. Мухаммед ібн Сауд не мав потуги протистояти, тому знову втік зі столиці.
Зацим вимушен був протистояти Саліму ас-Субхану, якого було поставлено намісником Ер-Ріяду. 1888 року у вирішальній битві Мухаммед ібн Сауд зазнав поразки й загинув разом з братами, окрім наймолодшого Абдал-Азіза.